# هربرت ميخائيل غيليس
هربرت ميخائيل غيليس (بالإنجليزية: Herbert Michael Gilles)‏ هو طبيب مالطي، ولد في 10 سبتمبر 1921، وتوفي في 20 أكتوبر 2015.